# Povstání 13. vendémiairu

Boje u kostela sv. Rocha na Rue Saint-Honoré

Povstání 13. vendémiairu (francouzsky insurrection du 13 vendémiaire) byl pokus o státní převrat ve Francii během Velké francouzské revoluce, který se odehrál 13. vendémiairu roku IV podle revolučního kalendáře, tj. 5. října 1795. V pařížských ulicích došlo k bojům mezi royalisty, kterým velel Richer de Sévigny, a republikánskými oddíly pod vedením Napoleona Bonaparta a Paula de Barras. Povstání skončilo vítězstvím republiky a Napoleonův úspěch uspíšil jeho vojenskou kariéru.

## Okolnosti
Ani pád jakobínů a poprava Maximiliena Robespierra 9. thermidoru 1794 neznamenaly pro Francouzskou revoluci zklidnění politické situace. Aby se předešlo možnému opětovnému vzniku reakčních stran v nadcházejících volbách, schválili 22. srpna 1795 thermidoriáni v Národním konventu novou ústavu. Další dekret ze 30. srpna zmařil naděje zastánců ústavní reakce na převzetí moci v příštích volbách. Monarchisté však stále uvažovali o povstání. Na konci září několik pařížských sekcí jmenovalo své vlastní zástupce, aby vytvořili volební shromáždění, které se sešlo v Odeonu. Národní konvent rozpoznal nebezpečí, generál Menou byl jmenován velitelem armády a dostal za úkol zabezpečit hlavní město. Měl však k dispozici jen 5000 vojáků, zatímco royalisté měli 30 000 stoupenců. Generál Danican převzal velení nově jmenované Národní gardy v protirepublikové povstalecké sekci Le Peletier. Do večera 11. vendemiairu již sedm sekcí deklarovalo přípravu ke vzpouře: kromě sekce Le Peletier to byly také Butte des Moulins, Contrat-Social, Théâtre-Français, Brutus a Temple et Poissonnière.
Dne 4. října konvent nařídil generálovi Menouovi, aby postoupil se svým sborem k Le Peletier a odzbrojil celou tamní oblast. Byly přislíbeny posily velitelů Despierrese a Verdièra. Shromáždění sekce Le Peletier se prohlásilo za zástupce suverénního lidu a odmítlo vyhovět požadovanému odzbrojení. Po hodině se musel generál Menou bez úspěchu stáhnout. Na obranu proti nové vojenské síle předal Konvent plnou pravomoc mimořádné pětičlenné komisi. Jménem Konventu Barras zorganizoval odpor proti povstání. Barras pověřil generála dělostřelectva Bonaparta, který se vyznamenal při obléhání Toulonu, aby povstání potlačil.

## Průběh
Povstání vypuklo ve všech sekcích. Jednotky povstaleckých oddílů obsadily východy z hlavních ulic a obklíčily palác a zahradu Tuileries. Generál Bonaparte vyslal v 1 hodinu v noci kapitána Murata se 300 jezdci, aby obsadil zbrojnici Sablons v Neuilly a převezl zbraně do zahrady Tuileries, kde se již shromažďovaly jednotky sekcí. V 5 hodin ráno se armáda Konventu skládala z 5000 mužů a 40 děl. Napoleon umístil své zbraně do 9 hodin ráno u mostu Ludvíka XVI., Pont Royal, na Rue de Rohan, Cul de Sac de Dauphin, Rue Saint-Honoré a u otočného mostu. Zálohy byly připraveny na Place du Carrousel. Sekce Le Pelletier měla tři prapory, které se ve 14 hodin soustředily na Pont Neuf. Stejně silná kolona povstalců přišla z Odeonu a oba se sjednotily na Place Dauphine. Generál Caretaur, který měl rozkaz bránit obě strany Pont Neuf, se poté stáhl přes Louvre. Národní divadlo, kostel sv. Rocha a Hôtel de Noailles byly obsazeny národní gardou. Bonaparte nechal do jednacího sálu Konventu přinést 500 pušek, aby vyzbrojily členy jako zálohu. Ve stejné době kolona pod vedením Lafonda postupovala přes Quai Voltaire k Pont Royal. Nakonec kolem 15. hodiny vydal Barras rozkaz k zahájení palby. Fasáda kostela sv. Rocha byla několikrát zasažena. Povstalecká kolona byla rychle dezorganizovaná a rozbita dělostřelectvem umístěným před Pont Royal. Nakonec Bonapartovy oddíly vyčistily ulice Rue Saint-Honoré, Rue Saint-Florentin a jejich okolí.

## Následky
Dva ze zajatých vůdců, Lafond a Soulé, byli popraveni 13. a 15. října. Vítězství republikánů sehrálo důležitou roli ve vojenském vzestupu generála Napoleona Bonaparta. Dne 12. října začaly první volby a 31. října bylo zvoleno první Direktorium. Kontrola výkonné moci přešla na pět volených direktorů. Ti byli voleni Radou starších ze seznamu předloženého Radou pěti set.